# Humberto II de Saboya
Humberto II, apodado el Gordo o el reforzado (Carignano, 1065-Moûtiers, 14 de octubre de 1103), fue el sexto conde de Saboya, conde de Aosta y Maurienne, a partir de 1080 hasta su muerte en 1103. Hijo de Amadeo II de Saboya y Juana de Ginebra

## Biografía
Sucedió a su padre, Amadeo II de Saboya, el segundo hijo de Adelaida de Susa, en el año 1080, tenido que sufrir la invasión alemana ordenada por el emperador Enrique IV para liberar la Marca de Turín de la dominación de Federico de Montbéliard (ahora amo de los territorios que fueron de Adelaida de Susa después de su muerte): permanecieron leales al conde solo Saboya y Aosta.
Al mismo tiempo, también Bonifacio del Vasto (que se casó con Alicia, la hija de Pedro I de Saboya) invadió las tierras de Saboya, reclamando el dominio de la Marca de Turín. El descenso de las tropas alemanas puso fin a las pretensiones de Federico, pero dejó debilitado el Estado de Hmberto II. Bonifacio del Vasto fue derrotado después de una guerra contra Asti.
Humberto II tuvo un gobierno decidido a recuperar las tierras perdidas durante las invasiones. Sin embargo, murió a temprana edad sin ser capaz de recuperar los dominios que eran de su madre. Fue el primer conde de Saboya en ser también llamado conde de Maurienne y marqués de Italia.
El apodo de reforzado quizás pueda explicarse por su probable estatura prestante.
Murió en 1103 y fue enterrado en la catedral de Moutiers, en Saboya.

## Matrimonio y descendencia
Se casó con Gisela de Borgoña, hija de Guillermo I, Conde de Borgoña, y tuvieron 7 hijos: 
- Amadeo III de Saboya (1095-1148).[1]
- Guillermo, Obispo de Lieja.[1]
- Adela, (1092-1154), casada con Luis VI de Francia.[1]
- Inés, (murió en 1127), casada con Arcimboldo VI (Archibald VI en inglés), señor de Borbón.[1]
- Humberto.[1]
- Renaldo.[1]
- Guido, abad de Namur.